# 奥斯特霍尔茨-沙姆贝克
奥斯特霍尔茨-沙姆贝克是德国下萨克森州的一个市镇。总面积146.91平方公里，总人口29978人，其中男性14686人，女性15292人（2011年12月31日），人口密度204人/平方公里。